# Cerezo Fung a Wing
Cerezo Fung a Wing est un footballeur néerlandais né le 24 septembre 1983 à Paramaribo ( Suriname). Il est moitié afro-surinamien et chinois.

## Carrière
- SV Bijmer  Pays-Bas
- VV Voorland  Pays-Bas
- FC Abcoude  Pays-Bas
- 2001-02 : FC Volendam  Pays-Bas
- 2002-03 : FC Volendam  Pays-Bas
- 2003-04 : FC Volendam  Pays-Bas
- 2004-05 : FC Volendam  Pays-Bas
- 2004-05 : RKC Waalwijk  Pays-Bas
- 2005-06 : RKC Waalwijk  Pays-Bas
- 2006-07 : RKC Waalwijk  Pays-Bas
- 2007-08 : De Graafschap  Pays-Bas